# Bradypterus alfredi
El zarzalero del bambú (Bradypterus alfredi) es una especie de ave paseriforme de la familia Locustellidae propia del este de África central.

## Distribución y hábitat
Se encuentra en las montañas del este de la República Democrática del Congo, Etiopía, Sudán del Sur, Tanzania, Uganda y Zambia.